# Lukita Maxwell
Lukita Maxwell (27 de octubre de 2001) es una actriz estadounidense nacida en Indonesia. En televisión, es conocida por sus papeles en la serie Generation de HBO Max y la serie Shrinking de Apple TV+. Entre sus películas se encuentra The Young Wife, de 2023.

## Educación y primeros años
Maxwell nació en Yakarta de madre chino-indonesia y padre estadounidense de Salt Lake City. Pasó su primera infancia en Bali antes de mudarse a los Estados Unidos, instalándose en St. George, Utah.
Maxwell fue educada en casa. Desarrolló un interés en la actuación leyendo a Shakespeare, compitiendo en un festival local de Shakespeare a una edad temprana. Había comenzado a estudiar arquitectura en el Instituto Pratt cuando fue elegida para interpretar a Delilah en Generation.

## Carrera
En septiembre de 2019, Maxwell fue elegida para unirse al reparto de la serie dramática para adolescentes de HBO Max, Generation. La serie se emitió en 2021, y fue cancelada ese mismo año. Posteriormente se unió en un papel regular a la serie Shrinking de Apple TV+, interpretando a la hija del personaje principal, que fue interpretado por Jason Segel.
Maxwell también apareció en la película de terror de Blumhouse Productions Afraid, dirigida por Chris Weitz.

## Vida personal
Maxwell se identifica como queer. Es una budista practicante.

## Filmografía

### Cine
| Año  | Título         | Papel  | Notas        |
| ---- | -------------- | ------ | ------------ |
| 2022 | Wake           | Edith  | Cortometraje |
| 2022 | Lucky Fish     | Maggie | Cortometraje |
| 2023 | The Young Wife | TBA    | Película     |
| 2024 | Afraid         | Iris   | Película     |

### Televisión
| Año  | Título     | Papel   | Notas                         |
| ---- | ---------- | ------- | ----------------------------- |
| 2016 | Speechless | Jillian | 4 episodios                   |
| 2021 | Generation | Delilah | Papel principal; 16 episodios |
| 2023 | Shrinking  | Alice   | Papel principal; 22 episodios |